# Yttre Ringvägen
Yttre Ringvägen er en motorvej i Sverige, som er bygget for at forbinde motorvejen på Øresundsbroen med de øvrige motorveje rundt om Malmø. Den er også bygget for at lede trafikken fra de fire motorveje som fører fra forskellige steder mod Malmø. Vejen blev indviet den 17. juni 2000, da strækningen mellem Kronetorp og Petersborg åbnede. Den resterende strækning frem til Øresundsbroen åbnede den 1. juli samme år, samtidig med broen.
Vejen afløste delvist Inre Ringvägen, som derved slap af med en hel del transittrafik. Vejene E6, E22 og E20 går på Yttre Ringvägen, og vej E65 mellem Malmø og Ystad har sit start-/slutpunkt på Trafikplats Fredriksberg.